# Criminal (cançó de Britney Spears)
«Criminal» és el quart senzill de l'àlbum Femme Fatale de la cantant estatunidenca Britney Spears. Fou escrit en 2008 per Max Martin, Shellback i Tiffany Amber, i produït per Martin i Shellback. Se'n va llançar un snippet el 2 de març de 2011, que es va penjar en el compte oficial de la cantant a SoundCloud.

## Vídeo musical
El vídeo es va gravar a Anglaterra i el fet de dur un revòlver a la mà va fer que se'n parlés, ja que allà està prohibit l'ús d'armament. Va ser estrenat a Itunes el dia 18 d'octubre de 2011 i l'endemà va aparèixer al canal de VEVO de la princesa del pop.

### Sinopsi
Al començament es veu Britney en una festa de classe alta amb el seu xicot, el qual la maltracta verbalment i llavors ella s'escapa al lavabo. Allà li cau una llàgrima i es posa el seu perfum, Radiance. Torna i es troba a una noia flirtejant amb el seu xicot i la insulta: «Així que no treballes a la cantonada del carrer, pel que veig!» i l'home se l'enduu a fora. Allà, l'home pega Britney i apareix Jason a darrere i colpeja l'home. Britney fum una coça als genitals del seu xicot i se'n va amb motocicleta amb Jason. Llavors, comença la cançó.
Es troben al pis del criminal, Jason, i es mostren escenes amb sexe i d'altres amb Britney cantant en una porta. A la següent tornada, Britney i Jason atraquen una botiga i un banc, i de resultes surten a les notícies. Seguidament, apreixen a la dutxa, amb escenes dels dos nuus, mentre policies els envolten el pis. Britney i Jason es besen mentre els trets de la policia travessa les parets sense tocar-los. Finalment, els policies entren i no troben res. I es veu la parella escapant altre cop amb la motocicleta.

## Llista de cançons
| - Digital download 1. "Criminal" (Radio Mix) — 3:45 - Digital download (EP) 1. "Criminal" (Radio Mix) — 3:45 2. "Criminal" (Varsity Team Radio Remix) — 4:23 3. "Criminal" (Tom Piper & Riddler Remix) — 5:50 4. "Criminal" (Video) — 5:21 | - Digital download (Remixes) 1. "Criminal" (DJ Laszlo Mixshow Edit) — 5:20 2. "Criminal" (DJ Laszlo Club Mix) — 6:53 3. "Criminal" (Tom Piper & Riddler Remix) — 5:50 4. "Criminal" (Varsity Team Extended Remix) — 6:36 5. "Criminal" (Varsity Team Mixshow) — 6:21 |